# Lovelock (Nevada)
Pour les articles homonymes, voir Lovelock (homonymie).
Lovelock est une ville du Nevada et le siège du comté de Pershing, aux États-Unis. Sa population était de 2 236 habitants lors du recensement de 2010, estimée à 1 788 habitants en 2017.

## Démographie
| Groupe            | Lovelock | Nevada | États-Unis |
| ----------------- | -------- | ------ | ---------- |
| Blancs            | 75,8     | 66,2   | 72,4       |
| Autres            | 8,7      | 12,0   | 6,2        |
| Amérindiens       | 7,9      | 1,2    | 0,9        |
| Métis             | 5,5      | 4,7    | 2,9        |
| Asiatiques        | 1,4      | 7,2    | 4,8        |
| Océaniens         | 0,4      | 0,6    | 0,2        |
| Afro-Américains   | 0,3      | 8,1    | 12,6       |
| Total             | 100      | 100    | 100        |
|                   |          |        |            |
| Latino-Américains | 25,3     | 26,5   | 16,7       |

Selon l'American Community Survey, pour la période 2011-2015, 87,44 % de la population âgée de plus de 5 ans déclare parler l'anglais à la maison, 10,59 % l'espagnol, 0,75 % le païute et 1,22 % une autre langue.